# Jurij Ivanovics Onufrijenko
Jurij Ivanovics Onufrijenko (oroszul: Юрий Иванович Онуфриенко; Rjasznoje, Ukrán SZSZK, 1961. február 6. –) ukrán származású orosz pilóta, űrhajós, ezredes.

## Életpálya
Ukrajna Harkivi területén, a Zolocsivszki járásban fekvő Rjaszne (a szovjet időszakban oroszul Rjasznoje) faluban született. A Zolocsivszki 1. sz. Középiskolában tanult, melyet 1978-ban fejezett be.
A középiskola után a jejszki, Komarov nevét viselő Katonai Repülési Főiskolán tanult, ahol 1982-ben felsőfokú pilóta-mérnöki diplomát szerzett. 1982. december 7-től a Távol-keleti Katonai Körzet 229-es vadászbombázó ezredénél szolgált, kezdetben mint pilóta, majd 1983. május 22-től mint vezető pilóta. A kiképzés alatt L–29-en, katonai szolgálata alatt a Szu–7 és a Szu–17 vadászbombázó különböző változatain repült. Repült ideje 800 óra, emellett 54 ejtőernyős ugrást hajtott végre. A Moszkvai Állami Egyetemen térképészetből diplomázott.
1989. január 25-től részesült űrhajóskiképzésben. Két űrrepülés alatt összesen 389 napot, 14 órát, 46 percet és 52 másodpercet töltött a világűrben. Nyolc űrséta során 42 óra 32 percet töltött az űrállomáson kívül. Űrhajós pályafutását 2004. március 17-én fejezte be.
2004. március 17-én nevezték ki Jurij Gagarin Űrhajóskiképző Központ (CKP) 1. Igazgatóságának helyettes vezetőjévé.

## Űrrepülések
- Szojuz TM–23 kutatásért felelős parancsnok. Első hosszú távú űrrepülésén összesen 193 napot, 19 órát. 7 percet és 35 másodpercet töltött a Mir-űrállomás fedélzetén. Hat űrsétán (kutatás, szerelés) összesen 30 órát és 30 percet töltött az űrállomáson kívül. Szolgálatát befejezve a Szojuz TM–23 fedélzetén tért vissza a Földre.
- STS–108 az Endeavour űrrepülőgép kutatásért felelős nemzetközi parancsnoka. Második hosszú távú űrrepülésén összesen 195 napot, 19 órát. 39 percet és 17 másodpercet töltött a Nemzetközi Űrállomás (ISS) fedélzetén. Kettő űrsétán (kutatás, szerelés) összesen 12 órát és 2 percet töltött az űrállomáson kívül. Az STS–111 Endeavour űrrepülőgépen tért vissza amerikai támaszpontjára.

### Tartalék személyzet
- STS–71 kutatásért felelős specialista
- STS–102 kutatásért felelős nemzetközi parancsnok

## Kitüntetések
- Megkapta a Arany Csillag kitüntetést.
- Az Orosz Tudományos Akadémia Űrhajózási Bizottságának levelező tagja.